# Kavadh II
Kavadh II, död 628, var en persisk kung av den sassanidiska ätten. Han regerade mellan 25 februari och sommaren år 628.